# Azul Imperial

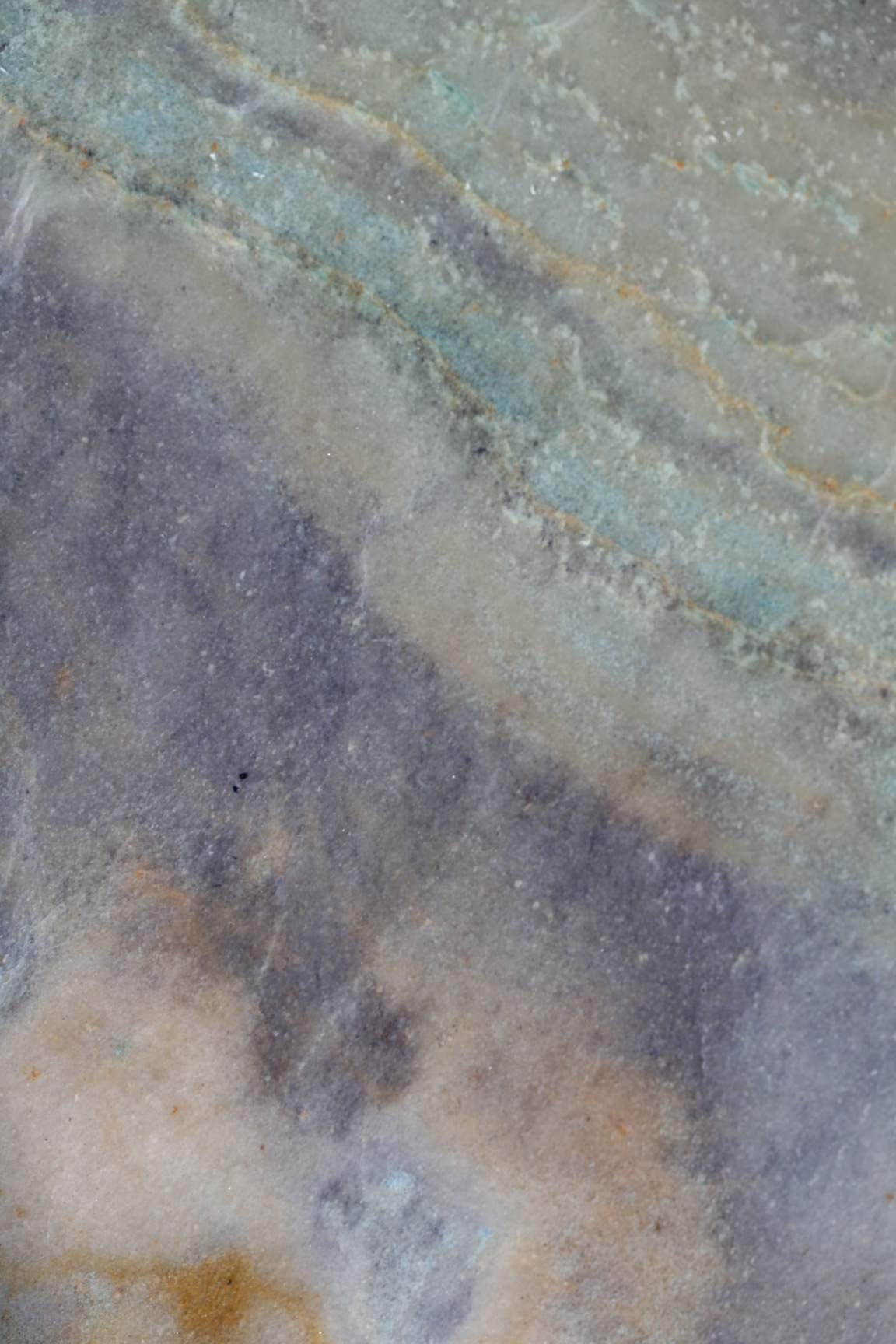
Azul Imperial, Quarzit aus Brasilien. Muster ca. 24 × 15 cm

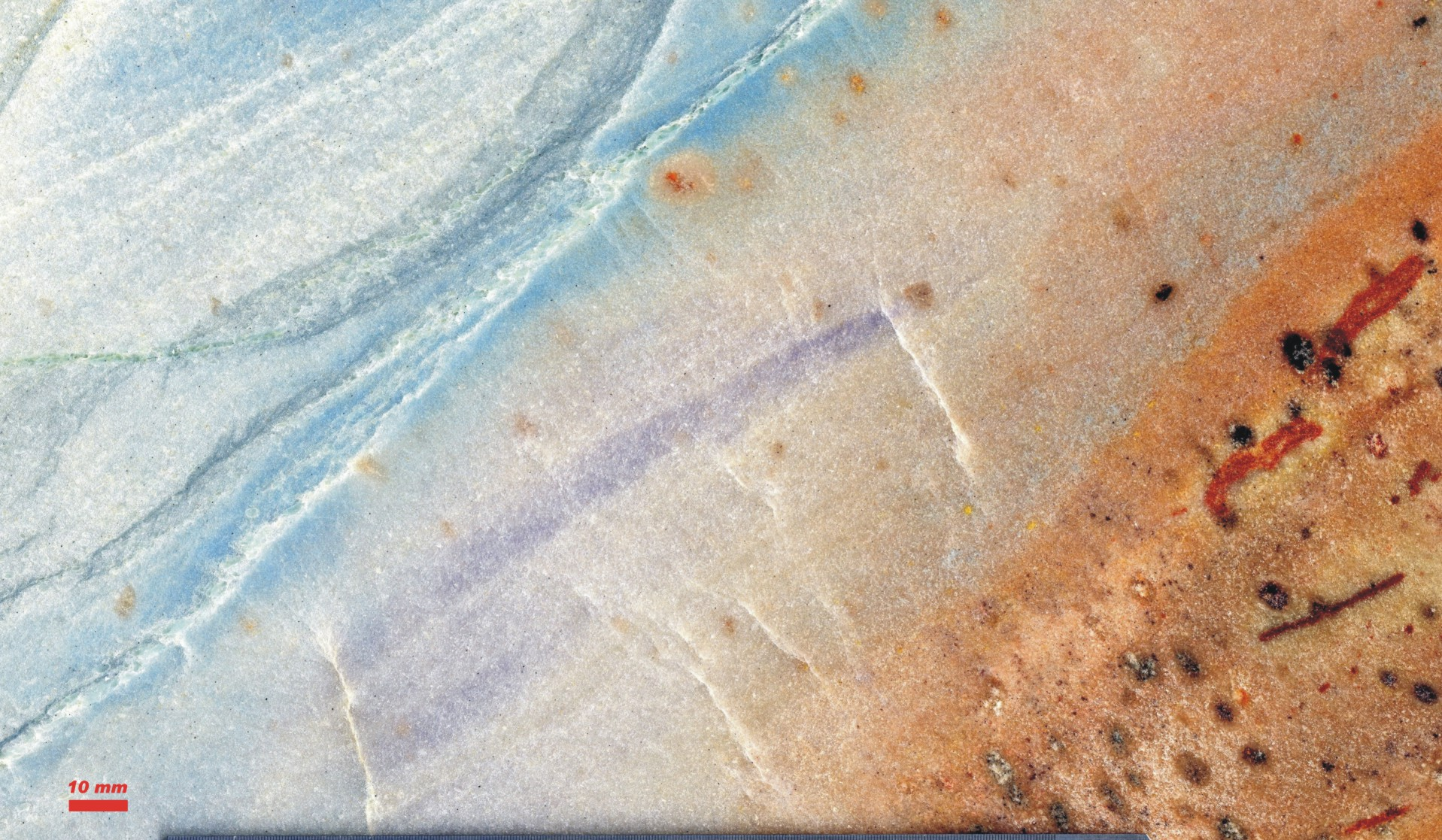
Azul Imperial

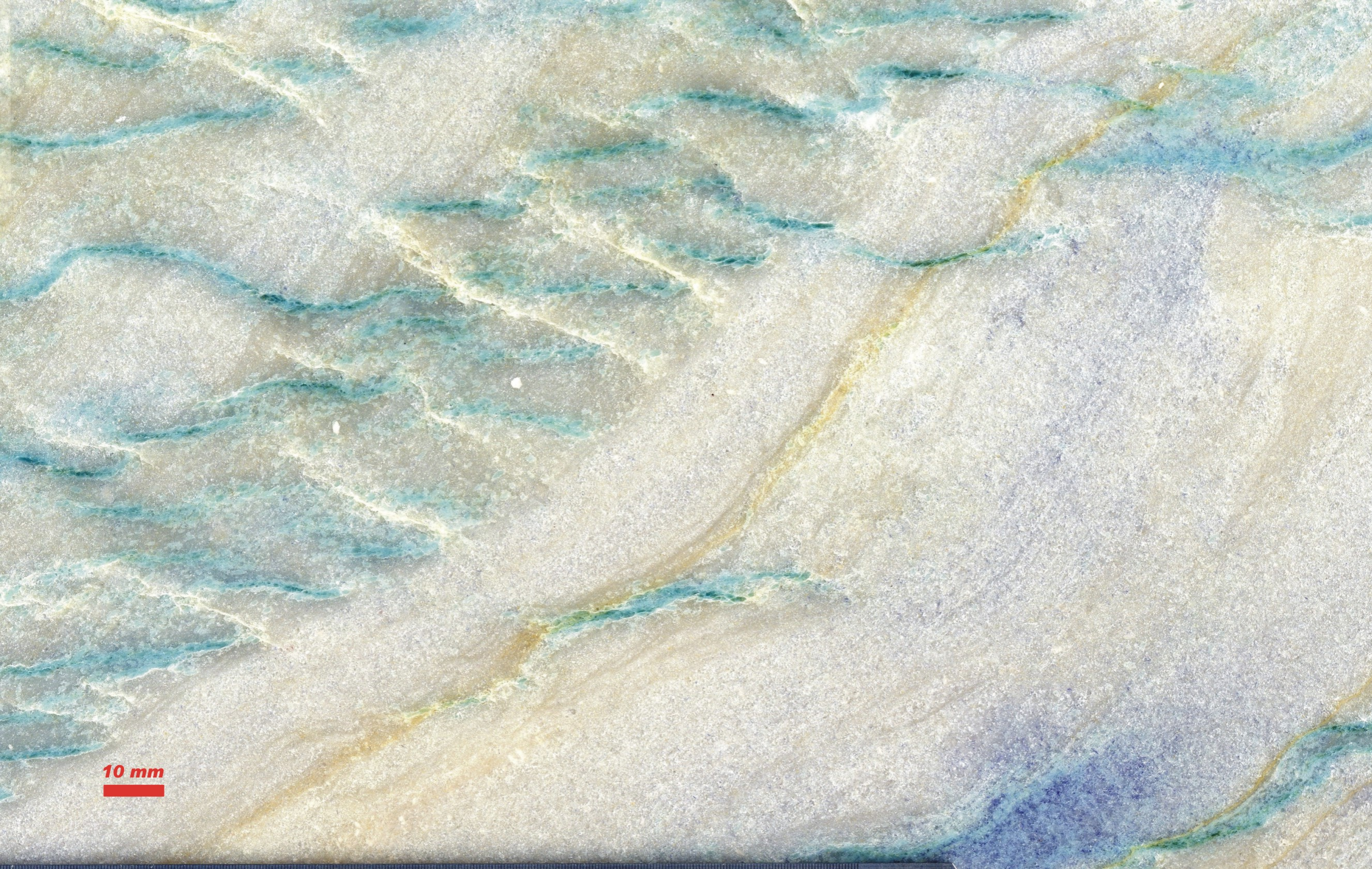
Azul Imperial

Azul Imperial ist die Handelsbezeichnung eines Werksteins aus Brasilien. Im geologischen Sinne handelt es sich um einen Quarzit. Azul Imperial ist ein Metamorphit, ein Umwandlungsgestein.

## Entstehung, Lage und Zusammensetzung
Dieser Naturstein entstand aus einem ehemaligen quarzreichen Sandsteinmassiv, das sich unter Hitze und Druck zu einem neuen Gestein, einem Quarzit, mit völlig anderen gesteinsphysikalischen und -technischen Eigenschaften umwandelte. Das Alter seiner Lagerstätte wird auf etwa 1,2 Milliarden Jahre geschätzt und sie ist in die stratigraphische Gruppe Espinaço (Präkambrium) eingeordnet. Die Gewinnungsstellen befinden sich westlich von der Ortschaft Boquira in der brasilianischen Landschaft Serra da Vereda (Bundesstaat Bahia). Die Lagerstätte von Azul Imperial ist ein Teil des sich vom südwestlich bei Macaúbas nach Norden ziehenden Gebirgszuges, in dem zahlreiche Steinbrüche vom sehr bekannten Azul do Macaubas angelegt sind.
Die Lagerstättenverhältnisse des Azul Imperial zwischen Boquira und Macaúbas sind von einer Vielfalt anderer Gesteine gekennzeichnet. Beispielsweise treten Chloritschiefer, biotitische Glimmerschiefer, eisenschüssige Quarzite, ferner Itabirite, Amphibolite, Dolomite sowie Konglomerate differenzierter Zusammensetzung auf.
Für seine Blaufärbung ist nicht das Mineral Dumortierit verantwortlich, sondern Kyanit. Kyanit ist ein Aluminiumsilikat und tritt im Azul Imperial mit einem Anteil von 5 bis 8 Prozent auf.
Weitere Begleitmineralien sorgen für eine erstaunliche Farbenvielfalt im Gestein.

## Eigenschaften und Verwendung
Azul Imperial zeigt eine grünblaue gewellte Struktur und wird oft mit einem anderen Quarzit aus Brasilien, dem Azul do Macaubas, verwechselt. Quarzite sind Gesteine, die sich durch eine hohe Abriebefestigkeit auszeichnen und dieser Naturstein eignet sich besonders für Bodenbeläge, Küchenarbeitsplatten und für Fassaden. Ein Verfärbungsproblem wie bei den blauen Natursteinsorten, die das Mineral Sodalith enthalten, besteht bei Azul Imperial nicht.

## Einzelnachweis
1. ↑  Karlfried Fuchs: Natursteine, S. 144 (siehe Literatur)